# Lista över fornlämningar i Bengtsfors kommun
Lista över fornlämningar i Bengtsfors kommun är en förteckning av ett urval av de fornlämningar som finns i Bengtsfors kommun.

## Bäcke
| Namn         | Lämningstyp    | Tillkomsttid | Historisk indelning | Plats | Läge                 | ID-nr          | Bild                                 |
| ------------ | -------------- | ------------ | ------------------- | ----- | -------------------- | -------------- | ------------------------------------ |
| Bäcke 1:1    | Gravfält       |              | Bäcke, Dalsland     |       | 58.834683, 12.169078 | 10164300010001 | Ladda upp en bild av detta fornminne |
| Bäcke 2:1    | Stenkammargrav |              | Bäcke, Dalsland     |       | 58.812777, 12.153035 | 10164300020001 | Ladda upp en bild av detta fornminne |
| Bäcke 4:1    | Hög            |              | Bäcke, Dalsland     |       | 58.783134, 12.187132 | 10164300040001 | Ladda upp en bild av detta fornminne |
| Bäcke 4:2    | Hög            |              | Bäcke, Dalsland     |       | 58.782993, 12.187612 | 10164300040002 | Ladda upp en bild av detta fornminne |
| Bäcke 4:3    | Hög            |              | Bäcke, Dalsland     |       | 58.782628, 12.187553 | 10164300040003 | Ladda upp en bild av detta fornminne |
| Bäcke 5:1    | Hög            |              | Bäcke, Dalsland     |       | 58.782814, 12.186122 | 10164300050001 | Ladda upp en bild av detta fornminne |
| Bäcke 5:2    | Stensättning   |              | Bäcke, Dalsland     |       | 58.782646, 12.186285 | 10164300050002 | Ladda upp en bild av detta fornminne |
| Bäcke 5:3    | Hög            |              | Bäcke, Dalsland     |       | 58.782469, 12.186328 | 10164300050003 | Ladda upp en bild av detta fornminne |
| Bäcke 7:1    | Stenkammargrav |              | Bäcke, Dalsland     |       | 58.797333, 12.163724 | 10164300070001 | Ladda upp en bild av detta fornminne |
| Bäcke 15:2   | Röse           |              | Bäcke, Dalsland     |       | 58.829484, 12.157870 | 10164300150002 | Ladda upp en bild av detta fornminne |
| Bäcke 15:3   | Röse           |              | Bäcke, Dalsland     |       | 58.829674, 12.157763 | 10164300150003 | Ladda upp en bild av detta fornminne |
| Bäcke 18     | Gravfält       |              | Bäcke, Dalsland     |       | 58.797738, 12.149469 | 12000000001806 | Ladda upp en bild av detta fornminne |
| Ödskölt 30:2 | Gravfält       |              | Bäcke, Dalsland     |       | 58.801452, 12.140867 | 10183400300002 | Ladda upp en bild av detta fornminne |

## Laxarby
| Namn          | Lämningstyp    | Tillkomsttid | Historisk indelning | Plats | Läge                 | ID-nr          | Bild                                 |
| ------------- | -------------- | ------------ | ------------------- | ----- | -------------------- | -------------- | ------------------------------------ |
| Laxarby 1:1   | Röse           |              | Laxarby, Dalsland   |       | 59.025365, 12.321436 | 10171900010001 | Ladda upp en bild av detta fornminne |
| Laxarby 1:2   | Röse           |              | Laxarby, Dalsland   |       | 59.025163, 12.321230 | 10171900010002 | Ladda upp en bild av detta fornminne |
| Laxarby 2:1   | Röse           |              | Laxarby, Dalsland   |       | 59.026949, 12.325626 | 10171900020001 | Ladda upp en bild av detta fornminne |
| Laxarby 2:2   | Röse           |              | Laxarby, Dalsland   |       | 59.026845, 12.325431 | 10171900020002 | Ladda upp en bild av detta fornminne |
| Laxarby 2:3   | Röse           |              | Laxarby, Dalsland   |       | 59.026702, 12.325304 | 10171900020003 | Ladda upp en bild av detta fornminne |
| Laxarby 3:1   | Röse           |              | Laxarby, Dalsland   |       | 59.024377, 12.323321 | 10171900030001 | Ladda upp en bild av detta fornminne |
| Laxarby 3:2   | Röse           |              | Laxarby, Dalsland   |       | 59.024527, 12.323182 | 10171900030002 | Ladda upp en bild av detta fornminne |
| Laxarby 4:1   | Röse           |              | Laxarby, Dalsland   |       | 59.028353, 12.347742 | 10171900040001 | Ladda upp en bild av detta fornminne |
| Laxarby 5:1   | Röse           |              | Laxarby, Dalsland   |       | 59.028174, 12.349601 | 10171900050001 | Ladda upp en bild av detta fornminne |
| Laxarby 5:2   | Röse           |              | Laxarby, Dalsland   |       | 59.028060, 12.349390 | 10171900050002 | Ladda upp en bild av detta fornminne |
| Laxarby 5:3   | Röse           |              | Laxarby, Dalsland   |       | 59.027947, 12.349258 | 10171900050003 | Ladda upp en bild av detta fornminne |
| Laxarby 6:1   | Röse           |              | Laxarby, Dalsland   |       | 59.027444, 12.349042 | 10171900060001 | Ladda upp en bild av detta fornminne |
| Laxarby 7:1   | Stenkammargrav |              | Laxarby, Dalsland   |       | 59.041671, 12.336618 | 10171900070001 | Ladda upp en bild av detta fornminne |
| Laxarby 8:1   | Stensättning   |              | Laxarby, Dalsland   |       | 59.045526, 12.358164 | 10171900080001 | Ladda upp en bild av detta fornminne |
| Laxarby 8:2   | Stensättning   |              | Laxarby, Dalsland   |       | 59.045500, 12.358455 | 10171900080002 | Ladda upp en bild av detta fornminne |
| Laxarby 8:3   | Stensättning   |              | Laxarby, Dalsland   |       | 59.045147, 12.358723 | 10171900080003 | Ladda upp en bild av detta fornminne |
| Laxarby 8:4   | Stenkrets      |              | Laxarby, Dalsland   |       | 59.045596, 12.357990 | 10171900080004 | Ladda upp en bild av detta fornminne |
| Laxarby 10:1  | Röse           |              | Laxarby, Dalsland   |       | 59.128301, 12.443845 | 10171900100001 | Ladda upp en bild av detta fornminne |
| Laxarby 11:1  | Stensättning   |              | Laxarby, Dalsland   |       | 59.041845, 12.306284 | 10171900110001 | Ladda upp en bild av detta fornminne |
| Laxarby 15:1  | Gravfält       |              | Laxarby, Dalsland   |       | 59.089336, 12.341424 | 10171900150001 | Ladda upp en bild av detta fornminne |
| Laxarby 16:1  | Röse           |              | Laxarby, Dalsland   |       | 59.044912, 12.337510 | 10171900160001 | Ladda upp en bild av detta fornminne |
| Laxarby 18:1  | Gravfält       |              | Laxarby, Dalsland   |       | 59.031756, 12.357022 | 10171900180001 | Ladda upp en bild av detta fornminne |
| Laxarby 20:1  | Stensättning   |              | Laxarby, Dalsland   |       | 59.032983, 12.359168 | 10171900200001 | Ladda upp en bild av detta fornminne |
| Laxarby 20:2  | Stensättning   |              | Laxarby, Dalsland   |       | 59.033000, 12.359404 | 10171900200002 | Ladda upp en bild av detta fornminne |
| Laxarby 21:1  | Stensättning   |              | Laxarby, Dalsland   |       | 59.033486, 12.360586 | 10171900210001 | Ladda upp en bild av detta fornminne |
| Laxarby 22:1  | Stensättning   |              | Laxarby, Dalsland   |       | 59.033269, 12.362592 | 10171900220001 | Ladda upp en bild av detta fornminne |
| Laxarby 24:1  | Stensättning   |              | Laxarby, Dalsland   |       | 59.034013, 12.346984 | 10171900240001 | Ladda upp en bild av detta fornminne |
| Laxarby 25:1  | Röse           |              | Laxarby, Dalsland   |       | 59.032923, 12.347966 | 10171900250001 | Ladda upp en bild av detta fornminne |
| Laxarby 25:2  | Stensättning   |              | Laxarby, Dalsland   |       | 59.032916, 12.347704 | 10171900250002 | Ladda upp en bild av detta fornminne |
| Laxarby 26:1  | Stensättning   |              | Laxarby, Dalsland   |       | 59.032966, 12.346722 | 10171900260001 | Ladda upp en bild av detta fornminne |
| Laxarby 27:1  | Röse           |              | Laxarby, Dalsland   |       | 59.032844, 12.350484 | 10171900270001 | Ladda upp en bild av detta fornminne |
| Laxarby 32:1  | Stensättning   |              | Laxarby, Dalsland   |       | 59.100790, 12.318762 | 10171900320001 | Ladda upp en bild av detta fornminne |
| Laxarby 33:1  | Röse           |              | Laxarby, Dalsland   |       | 59.102379, 12.322945 | 10171900330001 | Ladda upp en bild av detta fornminne |
| Laxarby 33:2  | Stensättning   |              | Laxarby, Dalsland   |       | 59.102226, 12.323050 | 10171900330002 | Ladda upp en bild av detta fornminne |
| Laxarby 35:1  | Stensättning   |              | Laxarby, Dalsland   |       | 59.118324, 12.334624 | 10171900350001 | Ladda upp en bild av detta fornminne |
| Laxarby 76:1  | Stensättning   |              | Laxarby, Dalsland   |       | 59.134101, 12.267543 | 10171900760001 | Ladda upp en bild av detta fornminne |
| Laxarby 79:1  | Stensättning   |              | Laxarby, Dalsland   |       | 59.128008, 12.254561 | 10171900790001 | Ladda upp en bild av detta fornminne |
| Laxarby 79:2  | Stensättning   |              | Laxarby, Dalsland   |       | 59.128361, 12.254745 | 10171900790002 | Ladda upp en bild av detta fornminne |
| Laxarby 91:1  | Stensättning   |              | Laxarby, Dalsland   |       | 59.118639, 12.335445 | 10171900910001 | Ladda upp en bild av detta fornminne |
| Laxarby 91:2  | Stensättning   |              | Laxarby, Dalsland   |       | 59.118717, 12.335601 | 10171900910002 | Ladda upp en bild av detta fornminne |
| Laxarby 118:1 | Röse           |              | Laxarby, Dalsland   |       | 59.084395, 12.419104 | 10171901180001 | Ladda upp en bild av detta fornminne |
| Laxarby 121:1 | Hällristning   |              | Laxarby, Dalsland   |       | 59.030638, 12.323908 | 10171901210001 | Ladda upp en bild av detta fornminne |
| Laxarby 121:2 | Hällristning   |              | Laxarby, Dalsland   |       | 59.030562, 12.323794 | 10171901210002 | Ladda upp en bild av detta fornminne |
| Laxarby 121:3 | Hällristning   |              | Laxarby, Dalsland   |       | 59.030504, 12.323661 | 10171901210003 | Ladda upp en bild av detta fornminne |
| Laxarby 121:4 | Hällristning   |              | Laxarby, Dalsland   |       | 59.030501, 12.323652 | 10171901210004 | Ladda upp en bild av detta fornminne |
| Laxarby 121:5 | Hällristning   |              | Laxarby, Dalsland   |       | 59.030714, 12.324038 | 10171901210005 | Ladda upp en bild av detta fornminne |

## Steneby
| Namn                                   | Lämningstyp      | Tillkomsttid | Historisk indelning | Plats | Läge                 | ID-nr          | Bild                                 |
| -------------------------------------- | ---------------- | ------------ | ------------------- | ----- | -------------------- | -------------- | ------------------------------------ |
| Steneby 1:1                            | Hög              |              | Steneby, Dalsland   |       | 58.906509, 12.130992 | 10177800010001 | Ladda upp en bild av detta fornminne |
| Steneby 2:1                            | Stensättning     |              | Steneby, Dalsland   |       | 58.911538, 12.128594 | 10177800020001 | Ladda upp en bild av detta fornminne |
| Steneby 3:1                            | Stensättning     |              | Steneby, Dalsland   |       | 58.919011, 12.118004 | 10177800030001 | Ladda upp en bild av detta fornminne |
| Steneby 3:2                            | Hög              |              | Steneby, Dalsland   |       | 58.918668, 12.118062 | 10177800030002 | Ladda upp en bild av detta fornminne |
| Steneby 4:1                            | Röse             |              | Steneby, Dalsland   |       | 58.926967, 12.128464 | 10177800040001 | Ladda upp en bild av detta fornminne |
| Steneby 4:2                            | Stensättning     |              | Steneby, Dalsland   |       | 58.927100, 12.128538 | 10177800040002 | Ladda upp en bild av detta fornminne |
| Steneby 5:1                            | Stensättning     |              | Steneby, Dalsland   |       | 58.926942, 12.124738 | 10177800050001 | Ladda upp en bild av detta fornminne |
| Steneby 6:1                            | Stensättning     |              | Steneby, Dalsland   |       | 58.923110, 12.155423 | 10177800060001 | Ladda upp en bild av detta fornminne |
| Steneby 7:1                            | Stensättning     |              | Steneby, Dalsland   |       | 58.927112, 12.142560 | 10177800070001 | Ladda upp en bild av detta fornminne |
| Steneby 8:1                            | Stensättning     |              | Steneby, Dalsland   |       | 58.945298, 12.188143 | 10177800080001 | Ladda upp en bild av detta fornminne |
| Steneby 9:1                            | Stensättning     |              | Steneby, Dalsland   |       | 58.946970, 12.191601 | 10177800090001 | Ladda upp en bild av detta fornminne |
| Steneby 9:2                            | Stensättning     |              | Steneby, Dalsland   |       | 58.946791, 12.191726 | 10177800090002 | Ladda upp en bild av detta fornminne |
| Steneby 9:3                            | Stensättning     |              | Steneby, Dalsland   |       | 58.946798, 12.191447 | 10177800090003 | Ladda upp en bild av detta fornminne |
| Steneby 9:4                            | Stensättning     |              | Steneby, Dalsland   |       | 58.946932, 12.191844 | 10177800090004 | Ladda upp en bild av detta fornminne |
| Steneby 9:5                            | Gravfält         |              | Steneby, Dalsland   |       | 58.946738, 12.192075 | 10177800090005 | Ladda upp en bild av detta fornminne |
| Steneby 10:1                           | Gravfält         |              | Steneby, Dalsland   |       | 58.945693, 12.194245 | 10177800100001 | Ladda upp en bild av detta fornminne |
| Steneby 11:1                           | Gravfält         |              | Steneby, Dalsland   |       | 58.958108, 12.183622 | 10177800110001 | Ladda upp en bild av detta fornminne |
| Steneby 12:1                           | Röse             |              | Steneby, Dalsland   |       | 58.956360, 12.169633 | 10177800120001 | Ladda upp en bild av detta fornminne |
| Steneby 13:1                           | Röse             |              | Steneby, Dalsland   |       | 58.979046, 12.207009 | 10177800130001 | Ladda upp en bild av detta fornminne |
| Steneby 14:1                           | Stensättning     |              | Steneby, Dalsland   |       | 58.962586, 12.201439 | 10177800140001 | Ladda upp en bild av detta fornminne |
| Steneby 15:1                           | Gravfält         |              | Steneby, Dalsland   |       | 58.958454, 12.202395 | 10177800150001 | Ladda upp en bild av detta fornminne |
| Steneby 16:1                           | Gravfält         |              | Steneby, Dalsland   |       | 58.957815, 12.202277 | 10177800160001 | Ladda upp en bild av detta fornminne |
| Steneby 17:1                           | Röse             |              | Steneby, Dalsland   |       | 58.956183, 12.197344 | 10177800170001 | Ladda upp en bild av detta fornminne |
| Steneby 18:1                           | Stensättning     |              | Steneby, Dalsland   |       | 58.955294, 12.214410 | 10177800180001 | Ladda upp en bild av detta fornminne |
| Steneby 18:2                           | Stensättning     |              | Steneby, Dalsland   |       | 58.955207, 12.214201 | 10177800180002 | Ladda upp en bild av detta fornminne |
| Steneby 18:3                           | Stensättning     |              | Steneby, Dalsland   |       | 58.955109, 12.214083 | 10177800180003 | Ladda upp en bild av detta fornminne |
| Steneby 19:1                           | Röse             |              | Steneby, Dalsland   |       | 58.953711, 12.216595 | 10177800190001 | Ladda upp en bild av detta fornminne |
| Steneby 19:2                           | Stensättning     |              | Steneby, Dalsland   |       | 58.953609, 12.216791 | 10177800190002 | Ladda upp en bild av detta fornminne |
| Steneby 20:1                           | Röse             |              | Steneby, Dalsland   |       | 58.951772, 12.221072 | 10177800200001 | Ladda upp en bild av detta fornminne |
| Steneby 21:1                           | Stensättning     |              | Steneby, Dalsland   |       | 58.937878, 12.205417 | 10177800210001 | Ladda upp en bild av detta fornminne |
| Steneby 22:1                           | Röse             |              | Steneby, Dalsland   |       | 58.960342, 12.230208 | 10177800220001 | Ladda upp en bild av detta fornminne |
| Steneby 22:2                           | Röse             |              | Steneby, Dalsland   |       | 58.960596, 12.230603 | 10177800220002 | Ladda upp en bild av detta fornminne |
| Steneby 23:1                           | Röse             |              | Steneby, Dalsland   |       | 58.966414, 12.237563 | 10177800230001 | Ladda upp en bild av detta fornminne |
| Steneby 24:1                           | Stensättning     |              | Steneby, Dalsland   |       | 58.930628, 12.236912 | 10177800240001 | Ladda upp en bild av detta fornminne |
| Steneby 25:1                           | Stensättning     |              | Steneby, Dalsland   |       | 58.930087, 12.235318 | 10177800250001 | Ladda upp en bild av detta fornminne |
| Steneby 26:1                           | Stensättning     |              | Steneby, Dalsland   |       | 58.930319, 12.233750 | 10177800260001 | Ladda upp en bild av detta fornminne |
| Steneby 27:1                           | Röse             |              | Steneby, Dalsland   |       | 58.920119, 12.225401 | 10177800270001 | Ladda upp en bild av detta fornminne |
| Steneby 27:2                           | Röse             |              | Steneby, Dalsland   |       | 58.919988, 12.225244 | 10177800270002 | Ladda upp en bild av detta fornminne |
| Steneby 28:1                           | Stensättning     |              | Steneby, Dalsland   |       | 58.919451, 12.226548 | 10177800280001 | Ladda upp en bild av detta fornminne |
| Steneby 28:2                           | Stensättning     |              | Steneby, Dalsland   |       | 58.919344, 12.226448 | 10177800280002 | Ladda upp en bild av detta fornminne |
| Steneby 29:1                           | Gravfält         |              | Steneby, Dalsland   |       | 58.915825, 12.226952 | 10177800290001 | Ladda upp en bild av detta fornminne |
| Steneby 32:1                           | Stensättning     |              | Steneby, Dalsland   |       | 58.913097, 12.222004 | 10177800320001 | Ladda upp en bild av detta fornminne |
| Steneby 33:1                           | Röse             |              | Steneby, Dalsland   |       | 58.910987, 12.210777 | 10177800330001 | Ladda upp en bild av detta fornminne |
| Steneby 33:2                           | Röse             |              | Steneby, Dalsland   |       | 58.910827, 12.210651 | 10177800330002 | Ladda upp en bild av detta fornminne |
| Steneby 34:1                           | Stenkrets        |              | Steneby, Dalsland   |       | 58.918151, 12.164420 | 10177800340001 | Ladda upp en bild av detta fornminne |
| Steneby 34:2                           | Stensättning     |              | Steneby, Dalsland   |       | 58.918283, 12.164278 | 10177800340002 | Ladda upp en bild av detta fornminne |
| Steneby 34:3                           | Stensättning     |              | Steneby, Dalsland   |       | 58.917977, 12.164199 | 10177800340003 | Ladda upp en bild av detta fornminne |
| Steneby 35:1                           | Stensättning     |              | Steneby, Dalsland   |       | 58.931599, 12.186129 | 10177800350001 | Ladda upp en bild av detta fornminne |
| Steneby 36:1                           | Stensättning     |              | Steneby, Dalsland   |       | 58.909607, 12.182657 | 10177800360001 | Ladda upp en bild av detta fornminne |
| Steneby 36:2                           | Stensättning     |              | Steneby, Dalsland   |       | 58.909713, 12.182733 | 10177800360002 | Ladda upp en bild av detta fornminne |
| Steneby 41:1                           | Fornborg         |              | Steneby, Dalsland   |       | 58.923523, 12.196319 | 10177800410001 | Ladda upp en bild av detta fornminne |
| Steneby 42:1                           | Fornborg         |              | Steneby, Dalsland   |       | 58.936294, 12.214676 | 10177800420001 | Ladda upp en bild av detta fornminne |
| Steneby 44:1                           | Stensättning     |              | Steneby, Dalsland   |       | 58.907768, 12.214870 | 10177800440001 | Ladda upp en bild av detta fornminne |
| Steneby 44:2                           | Stensättning     |              | Steneby, Dalsland   |       | 58.907669, 12.214800 | 10177800440002 | Ladda upp en bild av detta fornminne |
| Steneby 45:1                           | Gravfält         |              | Steneby, Dalsland   |       | 58.906071, 12.213849 | 10177800450001 | Ladda upp en bild av detta fornminne |
| 1)Norebyns ödekyrkogård (Steneby 47:1) | Begravningsplats |              | Steneby, Dalsland   |       | 58.929358, 12.133268 | 10177800470001 | Ladda upp en bild av detta fornminne |
| Steneby 53:1                           | Stensättning     |              | Steneby, Dalsland   |       | 58.958534, 12.221313 | 10177800530001 | Ladda upp en bild av detta fornminne |
| Steneby 53:2                           | Stensättning     |              | Steneby, Dalsland   |       | 58.958312, 12.221048 | 10177800530002 | Ladda upp en bild av detta fornminne |
| Steneby 53:3                           | Stensättning     |              | Steneby, Dalsland   |       | 58.958199, 12.220977 | 10177800530003 | Ladda upp en bild av detta fornminne |
| Steneby 53:4                           | Stensättning     |              | Steneby, Dalsland   |       | 58.957974, 12.221571 | 10177800530004 | Ladda upp en bild av detta fornminne |
| Steneby 54:1                           | Stensättning     |              | Steneby, Dalsland   |       | 58.958877, 12.215256 | 10177800540001 | Ladda upp en bild av detta fornminne |
| Steneby 54:2                           | Stensättning     |              | Steneby, Dalsland   |       | 58.958768, 12.215174 | 10177800540002 | Ladda upp en bild av detta fornminne |
| Steneby 57:1                           | Röse             |              | Steneby, Dalsland   |       | 58.910003, 12.178397 | 10177800570001 | Ladda upp en bild av detta fornminne |
| Steneby 58:1                           | Röse             |              | Steneby, Dalsland   |       | 58.953050, 12.221170 | 10177800580001 | Ladda upp en bild av detta fornminne |
| Steneby 58:2                           | Röse             |              | Steneby, Dalsland   |       | 58.952970, 12.221002 | 10177800580002 | Ladda upp en bild av detta fornminne |
| Steneby 58:5                           | Stensättning     |              | Steneby, Dalsland   |       | 58.953377, 12.220161 | 10177800580005 | Ladda upp en bild av detta fornminne |
| Steneby 60:1                           | Hällristning     |              | Steneby, Dalsland   |       | 58.955957, 12.218882 | 10177800600001 | Ladda upp en bild av detta fornminne |
| Steneby 61:1                           | Stensättning     |              | Steneby, Dalsland   |       | 58.956866, 12.203084 | 10177800610001 | Ladda upp en bild av detta fornminne |
| Steneby 62:1                           | Stensättning     |              | Steneby, Dalsland   |       | 58.955237, 12.197072 | 10177800620001 | Ladda upp en bild av detta fornminne |
| Steneby 63:1                           | Hällristning     |              | Steneby, Dalsland   |       | 58.960461, 12.195558 | 10177800630001 | Ladda upp en bild av detta fornminne |
| Steneby 63:2                           | Hällristning     |              | Steneby, Dalsland   |       | 58.960489, 12.195451 | 10177800630002 | Ladda upp en bild av detta fornminne |
| Steneby 63:3                           | Hällristning     |              | Steneby, Dalsland   |       | 58.960447, 12.195454 | 10177800630003 | Ladda upp en bild av detta fornminne |
| Steneby 64:1                           | Hällristning     |              | Steneby, Dalsland   |       | 58.960200, 12.194145 | 10177800640001 | Ladda upp en bild av detta fornminne |
| Steneby 66:1                           | Stensättning     |              | Steneby, Dalsland   |       | 58.959460, 12.205249 | 10177800660001 | Ladda upp en bild av detta fornminne |
| Steneby 67:1                           | Stensättning     |              | Steneby, Dalsland   |       | 58.962040, 12.205930 | 10177800670001 | Ladda upp en bild av detta fornminne |
| Steneby 67:2                           | Stensättning     |              | Steneby, Dalsland   |       | 58.961761, 12.206379 | 10177800670002 | Ladda upp en bild av detta fornminne |
| Steneby 73:1                           | Stensättning     |              | Steneby, Dalsland   |       | 58.952326, 12.303754 | 10177800730001 | Ladda upp en bild av detta fornminne |
| Steneby 75:1                           | Hög              |              | Steneby, Dalsland   |       | 58.961378, 12.189981 | 10177800750001 | Ladda upp en bild av detta fornminne |
| Steneby 75:2                           | Stensättning     |              | Steneby, Dalsland   |       | 58.961482, 12.190074 | 10177800750002 | Ladda upp en bild av detta fornminne |
| Steneby 75:3                           | Stensättning     |              | Steneby, Dalsland   |       | 58.961778, 12.190406 | 10177800750003 | Ladda upp en bild av detta fornminne |
| Steneby 78:1                           | Röse             |              | Steneby, Dalsland   |       | 58.953130, 12.230742 | 10177800780001 | Ladda upp en bild av detta fornminne |
| Steneby 78:2                           | Stensättning     |              | Steneby, Dalsland   |       | 58.953007, 12.230800 | 10177800780002 | Ladda upp en bild av detta fornminne |
| Steneby 83:1                           | Fornborg         |              | Steneby, Dalsland   |       | 58.960587, 12.168598 | 10177800830001 | Ladda upp en bild av detta fornminne |
| Steneby 84:1                           | Stensättning     |              | Steneby, Dalsland   |       | 58.975634, 12.217526 | 10177800840001 | Ladda upp en bild av detta fornminne |
| Steneby 85:1                           | Röse             |              | Steneby, Dalsland   |       | 58.942971, 12.191443 | 10177800850001 | Ladda upp en bild av detta fornminne |
| Steneby 85:2                           | Stensättning     |              | Steneby, Dalsland   |       | 58.942707, 12.191095 | 10177800850002 | Ladda upp en bild av detta fornminne |
| Steneby 86:1                           | Gravfält         |              | Steneby, Dalsland   |       | 58.944334, 12.183985 | 10177800860001 | Ladda upp en bild av detta fornminne |
| Steneby 87:1                           | Stensättning     |              | Steneby, Dalsland   |       | 58.943062, 12.184917 | 10177800870001 | Ladda upp en bild av detta fornminne |
| Steneby 88:2                           | Stensättning     |              | Steneby, Dalsland   |       | 58.947931, 12.184146 | 10177800880002 | Ladda upp en bild av detta fornminne |
| Steneby 89:1                           | Stensättning     |              | Steneby, Dalsland   |       | 58.930989, 12.141481 | 10177800890001 | Ladda upp en bild av detta fornminne |
| Steneby 89:2                           | Stensättning     |              | Steneby, Dalsland   |       | 58.930835, 12.141487 | 10177800890002 | Ladda upp en bild av detta fornminne |
| Steneby 89:3                           | Stensättning     |              | Steneby, Dalsland   |       | 58.930731, 12.141594 | 10177800890003 | Ladda upp en bild av detta fornminne |
| Steneby 92:1                           | Stensättning     |              | Steneby, Dalsland   |       | 58.927701, 12.123195 | 10177800920001 | Ladda upp en bild av detta fornminne |
| Steneby 92:2                           | Hög              |              | Steneby, Dalsland   |       | 58.927609, 12.122722 | 10177800920002 | Ladda upp en bild av detta fornminne |
| Steneby 93:1                           | Stensättning     |              | Steneby, Dalsland   |       | 58.930693, 12.121872 | 10177800930001 | Ladda upp en bild av detta fornminne |
| Steneby 96:1                           | Stensättning     |              | Steneby, Dalsland   |       | 58.915380, 12.207114 | 10177800960001 | Ladda upp en bild av detta fornminne |
| Steneby 96:2                           | Stensättning     |              | Steneby, Dalsland   |       | 58.915021, 12.207193 | 10177800960002 | Ladda upp en bild av detta fornminne |
| Steneby 97:1                           | Gravfält         |              | Steneby, Dalsland   |       | 58.908530, 12.206047 | 10177800970001 | Ladda upp en bild av detta fornminne |
| Steneby 99:1                           | Stensättning     |              | Steneby, Dalsland   |       | 58.911228, 12.219227 | 10177800990001 | Ladda upp en bild av detta fornminne |
| Steneby 99:2                           | Stensättning     |              | Steneby, Dalsland   |       | 58.911126, 12.219308 | 10177800990002 | Ladda upp en bild av detta fornminne |
| Steneby 99:3                           | Stensättning     |              | Steneby, Dalsland   |       | 58.911021, 12.219419 | 10177800990003 | Ladda upp en bild av detta fornminne |
| Steneby 100:1                          | Stensättning     |              | Steneby, Dalsland   |       | 58.915344, 12.226319 | 10177801000001 | Ladda upp en bild av detta fornminne |
| Steneby 101:1                          | Stensättning     |              | Steneby, Dalsland   |       | 58.918896, 12.224663 | 10177801010001 | Ladda upp en bild av detta fornminne |
| Steneby 106:1                          | Stensättning     |              | Steneby, Dalsland   |       | 58.928751, 12.233972 | 10177801060001 | Ladda upp en bild av detta fornminne |
| Steneby 109:1                          | Stensättning     |              | Steneby, Dalsland   |       | 58.927072, 12.222250 | 10177801090001 | Ladda upp en bild av detta fornminne |
| Steneby 113:1                          | Hällristning     |              | Steneby, Dalsland   |       | 58.915359, 12.167938 | 10177801130001 | Ladda upp en bild av detta fornminne |
| Steneby 115:1                          | Stensättning     |              | Steneby, Dalsland   |       | 58.921096, 12.164883 | 10177801150001 | Ladda upp en bild av detta fornminne |
| Steneby 116:1                          | Stensättning     |              | Steneby, Dalsland   |       | 58.926231, 12.163310 | 10177801160001 | Ladda upp en bild av detta fornminne |
| Steneby 126:2                          | Stensättning     |              | Steneby, Dalsland   |       | 58.919848, 12.187060 | 10177801260002 | Ladda upp en bild av detta fornminne |
| Steneby 128:1                          | Stensättning     |              | Steneby, Dalsland   |       | 58.924779, 12.177787 | 10177801280001 | Ladda upp en bild av detta fornminne |
| Steneby 129:1                          | Gravfält         |              | Steneby, Dalsland   |       | 58.923613, 12.176828 | 10177801290001 | Ladda upp en bild av detta fornminne |
| Steneby 131:1                          | Stensättning     |              | Steneby, Dalsland   |       | 58.924461, 12.182215 | 10177801310001 | Ladda upp en bild av detta fornminne |
| Steneby 134:1                          | Gravfält         |              | Steneby, Dalsland   |       | 58.922010, 12.172311 | 10177801340001 | Ladda upp en bild av detta fornminne |
| Steneby 136:2                          | Stensättning     |              | Steneby, Dalsland   |       | 58.918335, 12.170028 | 10177801360002 | Ladda upp en bild av detta fornminne |
| Steneby 138:1                          | Hög              |              | Steneby, Dalsland   |       | 58.922338, 12.175865 | 10177801380001 | Ladda upp en bild av detta fornminne |
| Steneby 138:2                          | Stensättning     |              | Steneby, Dalsland   |       | 58.922727, 12.175914 | 10177801380002 | Ladda upp en bild av detta fornminne |
| Steneby 138:3                          | Hög              |              | Steneby, Dalsland   |       | 58.922939, 12.176114 | 10177801380003 | Ladda upp en bild av detta fornminne |
| Steneby 138:4                          | Stensättning     |              | Steneby, Dalsland   |       | 58.923082, 12.176548 | 10177801380004 | Ladda upp en bild av detta fornminne |
| Steneby 139:1                          | Gravfält         |              | Steneby, Dalsland   |       | 58.923942, 12.178434 | 10177801390001 | Ladda upp en bild av detta fornminne |
| Steneby 140:1                          | Stensättning     |              | Steneby, Dalsland   |       | 58.950827, 12.250959 | 10177801400001 | Ladda upp en bild av detta fornminne |
| Steneby 140:2                          | Stensättning     |              | Steneby, Dalsland   |       | 58.951223, 12.251073 | 10177801400002 | Ladda upp en bild av detta fornminne |
| Steneby 141:1                          | Stensättning     |              | Steneby, Dalsland   |       | 58.936632, 12.204538 | 10177801410001 | Ladda upp en bild av detta fornminne |
| Steneby 144:1                          | Gravfält         |              | Steneby, Dalsland   |       | 58.912838, 12.153822 | 10177801440001 | Ladda upp en bild av detta fornminne |
| Steneby 150:1                          | Stensättning     |              | Steneby, Dalsland   |       | 58.907288, 12.130754 | 10177801500001 | Ladda upp en bild av detta fornminne |
| Steneby 150:2                          | Stensättning     |              | Steneby, Dalsland   |       | 58.907187, 12.130597 | 10177801500002 | Ladda upp en bild av detta fornminne |
| Steneby 154:1                          | Stensättning     |              | Steneby, Dalsland   |       | 58.954640, 12.234932 | 10177801540001 | Ladda upp en bild av detta fornminne |
| Steneby 155:1                          | Stensättning     |              | Steneby, Dalsland   |       | 58.959760, 12.239174 | 10177801550001 | Ladda upp en bild av detta fornminne |
| Steneby 155:2                          | Stensättning     |              | Steneby, Dalsland   |       | 58.959748, 12.238918 | 10177801550002 | Ladda upp en bild av detta fornminne |
| Steneby 157:1                          | Röse             |              | Steneby, Dalsland   |       | 58.953357, 12.234273 | 10177801570001 | Ladda upp en bild av detta fornminne |
| Steneby 158:1                          | Stensättning     |              | Steneby, Dalsland   |       | 58.969850, 12.250037 | 10177801580001 | Ladda upp en bild av detta fornminne |
| Steneby 159:1                          | Stensättning     |              | Steneby, Dalsland   |       | 58.968632, 12.250558 | 10177801590001 | Ladda upp en bild av detta fornminne |
| Steneby 160:1                          | Fornborg         |              | Steneby, Dalsland   |       | 58.966556, 12.248414 | 10177801600001 | Ladda upp en bild av detta fornminne |
| Steneby 161:1                          | Gravfält         |              | Steneby, Dalsland   |       | 58.953889, 12.222845 | 10177801610001 | Ladda upp en bild av detta fornminne |
| Steneby 162:1                          | Röse             |              | Steneby, Dalsland   |       | 58.949354, 12.220158 | 10177801620001 | Ladda upp en bild av detta fornminne |
| Steneby 163:1                          | Stensättning     |              | Steneby, Dalsland   |       | 58.947523, 12.219576 | 10177801630001 | Ladda upp en bild av detta fornminne |
| Steneby 166:1                          | Stensättning     |              | Steneby, Dalsland   |       | 59.002239, 12.218158 | 10177801660001 | Ladda upp en bild av detta fornminne |
| Steneby 167:1                          | Stensättning     |              | Steneby, Dalsland   |       | 59.001789, 12.217545 | 10177801670001 | Ladda upp en bild av detta fornminne |
| Steneby 168:1                          | Stensättning     |              | Steneby, Dalsland   |       | 59.005801, 12.231998 | 10177801680001 | Ladda upp en bild av detta fornminne |
| Steneby 169:1                          | Stensättning     |              | Steneby, Dalsland   |       | 59.000294, 12.227485 | 10177801690001 | Ladda upp en bild av detta fornminne |
| Steneby 169:2                          | Stensättning     |              | Steneby, Dalsland   |       | 59.000180, 12.227492 | 10177801690002 | Ladda upp en bild av detta fornminne |
| Steneby 170:1                          | Stensättning     |              | Steneby, Dalsland   |       | 58.952130, 12.244471 | 10177801700001 | Ladda upp en bild av detta fornminne |
| Steneby 176:2                          | Stensättning     |              | Steneby, Dalsland   |       | 58.931934, 12.236493 | 10177801760002 | Ladda upp en bild av detta fornminne |
| Steneby 177:1                          | Stensättning     |              | Steneby, Dalsland   |       | 58.908876, 12.219028 | 10177801770001 | Ladda upp en bild av detta fornminne |
| Steneby 177:2                          | Stensättning     |              | Steneby, Dalsland   |       | 58.908795, 12.218877 | 10177801770002 | Ladda upp en bild av detta fornminne |
| Steneby 178:1                          | Gravfält         |              | Steneby, Dalsland   |       | 58.923385, 12.235164 | 10177801780001 | Ladda upp en bild av detta fornminne |
| Steneby 200:1                          | Stensättning     |              | Steneby, Dalsland   |       | 58.928334, 12.096448 | 10177802000001 | Ladda upp en bild av detta fornminne |
| Steneby 201:1                          | Stensättning     |              | Steneby, Dalsland   |       | 58.928448, 12.121517 | 10177802010001 | Ladda upp en bild av detta fornminne |

## Tisselskog
| Namn                                 | Lämningstyp                      | Tillkomsttid | Historisk indelning  | Plats | Läge                 | ID-nr          | Bild                                      |
| ------------------------------------ | -------------------------------- | ------------ | -------------------- | ----- | -------------------- | -------------- | ----------------------------------------- |
| Tisselskog 1:1                       | Gravfält                         |              | Tisselskog, Dalsland |       | 58.903308, 12.387579 | 10179300010001 | Ladda upp en bild av detta fornminne      |
| Tisselskog 2:1                       | Röse                             |              | Tisselskog, Dalsland |       | 58.893527, 12.397094 | 10179300020001 | Ladda upp en bild av detta fornminne      |
| Tisselskog 3:1                       | Röse                             |              | Tisselskog, Dalsland |       | 58.892791, 12.398487 | 10179300030001 | Ladda upp en bild av detta fornminne      |
| Tisselskog 4:1                       | Hällristning                     |              | Tisselskog, Dalsland |       | 58.902877, 12.379284 | 10179300040001 | Ladda upp en bild av detta fornminne      |
| Tisselskog 5:1                       | Hällristning                     |              | Tisselskog, Dalsland |       | 58.901232, 12.374770 | 10179300050001 | Ladda upp en bild av detta fornminne      |
| Tisselskog 5:2                       | Ristning, medeltid/historisk tid |              | Tisselskog, Dalsland |       | 58.901017, 12.373932 | 10179300050002 | Ladda upp en bild av detta fornminne      |
| Tisselskog 5:3                       | Hällristning                     |              | Tisselskog, Dalsland |       | 58.900936, 12.374726 | 10179300050003 | Ladda upp en bild av detta fornminne      |
| Tisselskog 5:4                       | Ristning, medeltid/historisk tid |              | Tisselskog, Dalsland |       | 58.901232, 12.374770 | 10179300050004 | Ladda upp en bild av detta fornminne      |
| Tisselskog 6:1                       | Hällristning                     |              | Tisselskog, Dalsland |       | 58.900711, 12.375634 | 10179300060001 | Ladda upp en till bild av detta fornminne |
| Tisselskog 7:1                       | Hällristning                     |              | Tisselskog, Dalsland |       | 58.899863, 12.374543 | 10179300070001 | Ladda upp en bild av detta fornminne      |
| Tisselskog 7:2                       | Hällristning                     |              | Tisselskog, Dalsland |       | 58.899428, 12.374493 | 10179300070002 | Ladda upp en bild av detta fornminne      |
| Tisselskog 7:3                       | Hällristning                     |              | Tisselskog, Dalsland |       | 58.899358, 12.374744 | 10179300070003 | Ladda upp en till bild av detta fornminne |
| Tisselskog 7:4                       | Hällristning                     |              | Tisselskog, Dalsland |       | 58.899308, 12.375035 | 10179300070004 | Ladda upp en bild av detta fornminne      |
| Tisselskog 8:1                       | Hällristning                     |              | Tisselskog, Dalsland |       | 58.894247, 12.364572 | 10179300080001 | Ladda upp en bild av detta fornminne      |
| Tisselskog 10:1                      | Hällristning                     |              | Tisselskog, Dalsland |       | 58.894656, 12.381573 | 10179300100001 | Ladda upp en till bild av detta fornminne |
| Tisselskog 11:1                      | Hällristning                     |              | Tisselskog, Dalsland |       | 58.893620, 12.379991 | 10179300110001 | Ladda upp en till bild av detta fornminne |
| Ormvindlingshällen (Tisselskog 12:1) | Hällristning                     |              | Tisselskog, Dalsland |       | 58.892037, 12.378848 | 10179300120001 | Ladda upp en till bild av detta fornminne |
| Tisselskog 13:1                      | Hällristning                     |              | Tisselskog, Dalsland |       | 58.891338, 12.378276 | 10179300130001 | Ladda upp en bild av detta fornminne      |
| Tisselskog 13:2                      | Hällristning                     |              | Tisselskog, Dalsland |       | 58.891203, 12.378217 | 10179300130002 | Ladda upp en bild av detta fornminne      |
| Tisselskog 13:3                      | Hällristning                     |              | Tisselskog, Dalsland |       | 58.891131, 12.378614 | 10179300130003 | Ladda upp en bild av detta fornminne      |
| Tisselskog 14:1                      | Hällristning                     |              | Tisselskog, Dalsland |       | 58.891280, 12.378845 | 10179300140001 | Ladda upp en till bild av detta fornminne |
| Tisselskog 14:2                      | Hällristning                     |              | Tisselskog, Dalsland |       | 58.891056, 12.379424 | 10179300140002 | Ladda upp en bild av detta fornminne      |
| Tisselskog 15:1                      | Hällristning                     |              | Tisselskog, Dalsland |       | 58.890533, 12.379212 | 10179300150001 | Ladda upp en till bild av detta fornminne |
| Tisselskog 16:1                      | Stensättning                     |              | Tisselskog, Dalsland |       | 58.887461, 12.381361 | 10179300160001 | Ladda upp en bild av detta fornminne      |
| Tisselskog 16:2                      | Röse                             |              | Tisselskog, Dalsland |       | 58.887372, 12.381205 | 10179300160002 | Ladda upp en till bild av detta fornminne |
| Tisselskog 19:1                      | Hällristning                     |              | Tisselskog, Dalsland |       | 58.908046, 12.395688 | 10179300190001 | Ladda upp en bild av detta fornminne      |
| Tisselskog 20:1                      | Röse                             |              | Tisselskog, Dalsland |       | 58.909883, 12.414404 | 10179300200001 | Ladda upp en bild av detta fornminne      |
| Tisselskog 20:2                      | Röse                             |              | Tisselskog, Dalsland |       | 58.909819, 12.414574 | 10179300200002 | Ladda upp en bild av detta fornminne      |
| Tisselskog 21:1                      | Stensättning                     |              | Tisselskog, Dalsland |       | 58.915382, 12.414331 | 10179300210001 | Ladda upp en bild av detta fornminne      |
| Tisselskog 22:1                      | Röse                             |              | Tisselskog, Dalsland |       | 58.915833, 12.369031 | 10179300220001 | Ladda upp en bild av detta fornminne      |
| Tisselskog 22:2                      | Röse                             |              | Tisselskog, Dalsland |       | 58.915466, 12.369638 | 10179300220002 | Ladda upp en bild av detta fornminne      |
| Tisselskog 27:1                      | Röse                             |              | Tisselskog, Dalsland |       | 58.920006, 12.429240 | 10179300270001 | Ladda upp en bild av detta fornminne      |
| Tisselskog 29:1                      | Hällristning                     |              | Tisselskog, Dalsland |       | 58.928136, 12.435758 | 10179300290001 | Ladda upp en bild av detta fornminne      |
| Tisselskog 30:1                      | Röse                             |              | Tisselskog, Dalsland |       | 58.930159, 12.455691 | 10179300300001 | Ladda upp en bild av detta fornminne      |
| Tisselskog 36:1                      | Hällristning                     |              | Tisselskog, Dalsland |       | 58.895913, 12.383944 | 10179300360001 | Ladda upp en bild av detta fornminne      |
| Tisselskog 45:1                      | Hällristning                     |              | Tisselskog, Dalsland |       | 58.881863, 12.431376 | 10179300450001 | Ladda upp en bild av detta fornminne      |
| Tisselskog 45:2                      | Hällristning                     |              | Tisselskog, Dalsland |       | 58.881770, 12.431479 | 10179300450002 | Ladda upp en bild av detta fornminne      |
| Tisselskog 48:1                      | Hällristning                     |              | Tisselskog, Dalsland |       | 58.898230, 12.373677 | 10179300480001 | Ladda upp en bild av detta fornminne      |
| Tisselskog 49:1                      | Stensättning                     |              | Tisselskog, Dalsland |       | 58.891515, 12.384515 | 10179300490001 | Ladda upp en bild av detta fornminne      |
| Tisselskog 50:1                      | Röse                             |              | Tisselskog, Dalsland |       | 58.900074, 12.382919 | 10179300500001 | Ladda upp en bild av detta fornminne      |
| Tisselskog 51:1                      | Stensättning                     |              | Tisselskog, Dalsland |       | 58.904154, 12.372914 | 10179300510001 | Ladda upp en bild av detta fornminne      |
| Tisselskog 53:1                      | Röse                             |              | Tisselskog, Dalsland |       | 58.896344, 12.404917 | 10179300530001 | Ladda upp en bild av detta fornminne      |
| Tisselskog 59:1                      | Gravfält                         |              | Tisselskog, Dalsland |       | 58.916977, 12.417154 | 10179300590001 | Ladda upp en bild av detta fornminne      |
| Tisselskog 60:1                      | Stensättning                     |              | Tisselskog, Dalsland |       | 58.905264, 12.413039 | 10179300600001 | Ladda upp en bild av detta fornminne      |
| Tisselskog 60:2                      | Stensättning                     |              | Tisselskog, Dalsland |       | 58.905001, 12.412746 | 10179300600002 | Ladda upp en bild av detta fornminne      |
| Tisselskog 75:1                      | Stensättning                     |              | Tisselskog, Dalsland |       | 58.908980, 12.368893 | 10179300750001 | Ladda upp en bild av detta fornminne      |
| Tisselskog 79:1                      | Stensättning                     |              | Tisselskog, Dalsland |       | 58.901814, 12.388864 | 10179300790001 | Ladda upp en bild av detta fornminne      |
| Tisselskog 79:2                      | Stensättning                     |              | Tisselskog, Dalsland |       | 58.902119, 12.388621 | 10179300790002 | Ladda upp en bild av detta fornminne      |
| Tisselskog 80:1                      | Stensättning                     |              | Tisselskog, Dalsland |       | 58.901764, 12.391095 | 10179300800001 | Ladda upp en bild av detta fornminne      |
| Tisselskog 81:1                      | Röse                             |              | Tisselskog, Dalsland |       | 58.887243, 12.407288 | 10179300810001 | Ladda upp en bild av detta fornminne      |
| Tisselskog 85:1                      | Stensättning                     |              | Tisselskog, Dalsland |       | 58.899789, 12.396643 | 10179300850001 | Ladda upp en bild av detta fornminne      |
| Tisselskog 85:2                      | Röse                             |              | Tisselskog, Dalsland |       | 58.899636, 12.395898 | 10179300850002 | Ladda upp en bild av detta fornminne      |
| Tisselskog 88:1                      | Stensättning                     |              | Tisselskog, Dalsland |       | 58.876471, 12.429945 | 10179300880001 | Ladda upp en bild av detta fornminne      |
| Tisselskog 88:2                      | Stensättning                     |              | Tisselskog, Dalsland |       | 58.875998, 12.429962 | 10179300880002 | Ladda upp en bild av detta fornminne      |
| Tisselskog 88:3                      | Stensättning                     |              | Tisselskog, Dalsland |       | 58.875867, 12.429946 | 10179300880003 | Ladda upp en bild av detta fornminne      |
| Tisselskog 100:1                     | Stensättning                     |              | Tisselskog, Dalsland |       | 58.944603, 12.372211 | 10179301000001 | Ladda upp en bild av detta fornminne      |
| Tisselskog 100:2                     | Hög                              |              | Tisselskog, Dalsland |       | 58.944802, 12.372066 | 10179301000002 | Ladda upp en bild av detta fornminne      |
| Tisselskog 101:1                     | Hög                              |              | Tisselskog, Dalsland |       | 58.903161, 12.376018 | 10179301010001 | Ladda upp en bild av detta fornminne      |
| Tisselskog 102:1                     | Stensättning                     |              | Tisselskog, Dalsland |       | 58.900987, 12.387036 | 10179301020001 | Ladda upp en bild av detta fornminne      |
| Tisselskog 102:2                     | Stensättning                     |              | Tisselskog, Dalsland |       | 58.901307, 12.387296 | 10179301020002 | Ladda upp en bild av detta fornminne      |
| Tisselskog 102:3                     | Stensättning                     |              | Tisselskog, Dalsland |       | 58.901019, 12.386189 | 10179301020003 | Ladda upp en bild av detta fornminne      |
| Tisselskog 103:1                     | Stensättning                     |              | Tisselskog, Dalsland |       | 58.900587, 12.381138 | 10179301030001 | Ladda upp en bild av detta fornminne      |
| Tisselskog 143:1                     | Hällristning                     |              | Tisselskog, Dalsland |       | 58.893054, 12.381790 | 10179301430001 | Ladda upp en bild av detta fornminne      |
| Tisselskog 144                       | Hällristning                     |              | Tisselskog, Dalsland |       | 58.892894, 12.381546 | 12000000014400 | Ladda upp en bild av detta fornminne      |
| Tisselskog 145                       | Hällristning                     |              | Tisselskog, Dalsland |       | 58.892885, 12.381258 | 12000000014413 | Ladda upp en bild av detta fornminne      |
| Tisselskog 146                       | Hällristning                     |              | Tisselskog, Dalsland |       | 58.892851, 12.381229 | 12000000014417 | Ladda upp en bild av detta fornminne      |
| Tisselskog 147                       | Hällristning                     |              | Tisselskog, Dalsland |       | 58.891110, 12.379009 | 12000000014450 | Ladda upp en bild av detta fornminne      |
| Tisselskog 148                       | Hällristning                     |              | Tisselskog, Dalsland |       | 58.891618, 12.378238 | 12000000014467 | Ladda upp en bild av detta fornminne      |
| Tisselskog 149                       | Hällristning                     |              | Tisselskog, Dalsland |       | 58.892153, 12.378221 | 12000000014470 | Ladda upp en bild av detta fornminne      |
| Tisselskog 150                       | Hällristning                     |              | Tisselskog, Dalsland |       | 58.891408, 12.378798 | 12000000014475 | Ladda upp en bild av detta fornminne      |
| Tisselskog 151                       | Hällristning                     |              | Tisselskog, Dalsland |       | 58.901302, 12.374768 | 12000000086267 | Ladda upp en bild av detta fornminne      |
| Tisselskog 152                       | Hällristning                     |              | Tisselskog, Dalsland |       | 58.901349, 12.375170 | 12000000086270 | Ladda upp en bild av detta fornminne      |
| Tisselskog 153                       | Hällristning                     |              | Tisselskog, Dalsland |       | 58.895380, 12.381253 | 12000000087603 | Ladda upp en bild av detta fornminne      |
| Tisselskog 154                       | Hällristning                     |              | Tisselskog, Dalsland |       | 58.900135, 12.386747 | 12000000110896 | Ladda upp en bild av detta fornminne      |

## Torrskog
| Namn          | Lämningstyp    | Tillkomsttid | Historisk indelning | Plats | Läge                 | ID-nr          | Bild                                 |
| ------------- | -------------- | ------------ | ------------------- | ----- | -------------------- | -------------- | ------------------------------------ |
| Torrskog 7:1  | Stenkammargrav |              | Torrskog, Dalsland  |       | 59.183054, 12.020111 | 10179800070001 | Ladda upp en bild av detta fornminne |
| Torrskog 8:1  | Stensättning   |              | Torrskog, Dalsland  |       | 59.143175, 12.107619 | 10179800080001 | Ladda upp en bild av detta fornminne |
| Torrskog 8:2  | Hög            |              | Torrskog, Dalsland  |       | 59.142981, 12.107384 | 10179800080002 | Ladda upp en bild av detta fornminne |
| Torrskog 12:1 | Stenkammargrav |              | Torrskog, Dalsland  |       | 59.200954, 12.019259 | 10179800120001 | Ladda upp en bild av detta fornminne |
| Torrskog 13:1 | Stensättning   |              | Torrskog, Dalsland  |       | 59.201928, 11.995273 | 10179800130001 | Ladda upp en bild av detta fornminne |
| Torrskog 13:2 | Stensättning   |              | Torrskog, Dalsland  |       | 59.201908, 11.995535 | 10179800130002 | Ladda upp en bild av detta fornminne |
| Torrskog 13:3 | Stensättning   |              | Torrskog, Dalsland  |       | 59.201629, 11.995045 | 10179800130003 | Ladda upp en bild av detta fornminne |
| Torrskog 20:1 | Stensättning   |              | Torrskog, Dalsland  |       | 59.182374, 12.065989 | 10179800200001 | Ladda upp en bild av detta fornminne |
| Torrskog 21:1 | Stensättning   |              | Torrskog, Dalsland  |       | 59.153910, 12.131066 | 10179800210001 | Ladda upp en bild av detta fornminne |
| Torrskog 21:2 | Stensättning   |              | Torrskog, Dalsland  |       | 59.154010, 12.131275 | 10179800210002 | Ladda upp en bild av detta fornminne |
| Torrskog 24:1 | Stensättning   |              | Torrskog, Dalsland  |       | 59.174955, 12.120813 | 10179800240001 | Ladda upp en bild av detta fornminne |
| Torrskog 42:1 | Hög            |              | Torrskog, Dalsland  |       | 59.142273, 12.107002 | 10179800420001 | Ladda upp en bild av detta fornminne |
| Torrskog 49:1 | Stensättning   |              | Torrskog, Dalsland  |       | 59.190657, 12.037639 | 10179800490001 | Ladda upp en bild av detta fornminne |
| Torrskog 50:1 | Stensättning   |              | Torrskog, Dalsland  |       | 59.190192, 12.036919 | 10179800500001 | Ladda upp en bild av detta fornminne |
| Torrskog 50:2 | Stensättning   |              | Torrskog, Dalsland  |       | 59.190004, 12.036676 | 10179800500002 | Ladda upp en bild av detta fornminne |
| Torrskog 50:3 | Stensättning   |              | Torrskog, Dalsland  |       | 59.189879, 12.036586 | 10179800500003 | Ladda upp en bild av detta fornminne |
| Torrskog 55:1 | Stensättning   |              | Torrskog, Dalsland  |       | 59.156054, 12.076160 | 10179800550001 | Ladda upp en bild av detta fornminne |
| Torrskog 59:1 | Hög            |              | Torrskog, Dalsland  |       | 59.195009, 11.998905 | 10179800590001 | Ladda upp en bild av detta fornminne |
| Torrskog 62:1 | Stensättning   |              | Torrskog, Dalsland  |       | 59.173945, 11.886595 | 10179800620001 | Ladda upp en bild av detta fornminne |
| Torrskog 76:1 | Stensättning   |              | Torrskog, Dalsland  |       | 59.142096, 12.097510 | 10179800760001 | Ladda upp en bild av detta fornminne |
| Torrskog 77:2 | Stensättning   |              | Torrskog, Dalsland  |       | 59.194233, 12.000505 | 10179800770002 | Ladda upp en bild av detta fornminne |
| Torrskog 77:3 | Röse           |              | Torrskog, Dalsland  |       | 59.194569, 12.000610 | 10179800770003 | Ladda upp en bild av detta fornminne |
| Torrskog 77:4 | Stensättning   |              | Torrskog, Dalsland  |       | 59.194978, 12.001000 | 10179800770004 | Ladda upp en bild av detta fornminne |
| Torrskog 80:1 | Hög            |              | Torrskog, Dalsland  |       | 59.194117, 11.998798 | 10179800800001 | Ladda upp en bild av detta fornminne |
| Torrskog 86:1 | Stensättning   |              | Torrskog, Dalsland  |       | 59.129955, 12.108181 | 10179800860001 | Ladda upp en bild av detta fornminne |
| Torrskog 86:2 | Stensättning   |              | Torrskog, Dalsland  |       | 59.129842, 12.108130 | 10179800860002 | Ladda upp en bild av detta fornminne |

## Vårvik
| Namn        | Lämningstyp             | Tillkomsttid | Historisk indelning | Plats | Läge                 | ID-nr          | Bild                                 |
| ----------- | ----------------------- | ------------ | ------------------- | ----- | -------------------- | -------------- | ------------------------------------ |
| Vårvik 2:1  | Stenkammargrav          |              | Vårvik, Dalsland    |       | 59.195412, 12.249586 | 10181800020001 | Ladda upp en bild av detta fornminne |
| Vårvik 4:1  | Stenkammargrav          |              | Vårvik, Dalsland    |       | 59.182029, 12.286531 | 10181800040001 | Ladda upp en bild av detta fornminne |
| Vårvik 7:1  | Stenkammargrav          |              | Vårvik, Dalsland    |       | 59.182192, 12.269230 | 10181800070001 | Ladda upp en bild av detta fornminne |
| Vårvik 8:1  | Gravfält                |              | Vårvik, Dalsland    |       | 59.181974, 12.266145 | 10181800080001 | Ladda upp en bild av detta fornminne |
| Vårvik 9:1  | Röse                    |              | Vårvik, Dalsland    |       | 59.193562, 12.294847 | 10181800090001 | Ladda upp en bild av detta fornminne |
| Vårvik 10:1 | Röse                    |              | Vårvik, Dalsland    |       | 59.163255, 12.242423 | 10181800100001 | Ladda upp en bild av detta fornminne |
| Vårvik 10:2 | Stensättning            |              | Vårvik, Dalsland    |       | 59.163054, 12.243284 | 10181800100002 | Ladda upp en bild av detta fornminne |
| Vårvik 11:1 | Röse                    |              | Vårvik, Dalsland    |       | 59.131720, 12.182516 | 10181800110001 | Ladda upp en bild av detta fornminne |
| Vårvik 16:1 | Husgrund, historisk tid |              | Vårvik, Dalsland    |       | 59.175968, 12.236236 | 10181800160001 | Ladda upp en bild av detta fornminne |
| Vårvik 20:1 | Begravningsplats        |              | Vårvik, Dalsland    |       | 59.178850, 12.205172 | 10181800200001 | Ladda upp en bild av detta fornminne |
| Vårvik 51:1 | Stensättning            |              | Vårvik, Dalsland    |       | 59.183029, 12.286214 | 10181800510001 | Ladda upp en bild av detta fornminne |
| Vårvik 78:1 | Stensättning            |              | Vårvik, Dalsland    |       | 59.243912, 12.135765 | 10181800780001 | Ladda upp en bild av detta fornminne |
| Vårvik 82:1 | Stensättning            |              | Vårvik, Dalsland    |       | 59.194143, 12.294313 | 10181800820001 | Ladda upp en bild av detta fornminne |

## Ärtemark
| Namn           | Lämningstyp    | Tillkomsttid | Historisk indelning | Plats | Läge                 | ID-nr          | Bild                                      |
| -------------- | -------------- | ------------ | ------------------- | ----- | -------------------- | -------------- | ----------------------------------------- |
| Ärtemark 1:1   | Röse           |              | Ärtemark, Dalsland  |       | 58.994066, 12.141804 | 10183000010001 | Ladda upp en bild av detta fornminne      |
| Ärtemark 2:1   | Stensättning   |              | Ärtemark, Dalsland  |       | 58.996482, 12.149435 | 10183000020001 | Ladda upp en bild av detta fornminne      |
| Ärtemark 2:2   | Stensättning   |              | Ärtemark, Dalsland  |       | 58.996733, 12.149520 | 10183000020002 | Ladda upp en bild av detta fornminne      |
| Ärtemark 3:1   | Hög            |              | Ärtemark, Dalsland  |       | 59.000956, 12.135359 | 10183000030001 | Ladda upp en bild av detta fornminne      |
| Ärtemark 3:2   | Stensättning   |              | Ärtemark, Dalsland  |       | 59.000875, 12.135486 | 10183000030002 | Ladda upp en bild av detta fornminne      |
| Ärtemark 5:1   | Röse           |              | Ärtemark, Dalsland  |       | 59.003919, 12.145741 | 10183000050001 | Ladda upp en bild av detta fornminne      |
| Ärtemark 7:1   | Gravfält       |              | Ärtemark, Dalsland  |       | 59.004055, 12.143044 | 10183000070001 | Ladda upp en bild av detta fornminne      |
| Ärtemark 8:1   | Stensättning   |              | Ärtemark, Dalsland  |       | 59.005285, 12.176632 | 10183000080001 | Ladda upp en bild av detta fornminne      |
| Ärtemark 9:1   | Stensättning   |              | Ärtemark, Dalsland  |       | 59.006328, 12.178045 | 10183000090001 | Ladda upp en bild av detta fornminne      |
| Ärtemark 10:1  | Hällristning   |              | Ärtemark, Dalsland  |       | 59.009854, 12.170842 | 10183000100001 | Ladda upp en bild av detta fornminne      |
| Ärtemark 11:1  | Stensättning   |              | Ärtemark, Dalsland  |       | 59.015294, 12.158244 | 10183000110001 | Ladda upp en bild av detta fornminne      |
| Ärtemark 12:1  | Stensättning   |              | Ärtemark, Dalsland  |       | 59.022953, 12.159333 | 10183000120001 | Ladda upp en bild av detta fornminne      |
| Ärtemark 12:2  | Stensättning   |              | Ärtemark, Dalsland  |       | 59.023054, 12.159533 | 10183000120002 | Ladda upp en bild av detta fornminne      |
| Ärtemark 13:1  | Stensättning   |              | Ärtemark, Dalsland  |       | 59.023882, 12.157506 | 10183000130001 | Ladda upp en bild av detta fornminne      |
| Ärtemark 14:1  | Gravfält       |              | Ärtemark, Dalsland  |       | 59.011382, 12.162142 | 10183000140001 | Ladda upp en bild av detta fornminne      |
| Ärtemark 20:1  | Stensättning   |              | Ärtemark, Dalsland  |       | 59.020352, 12.152591 | 10183000200001 | Ladda upp en bild av detta fornminne      |
| Ärtemark 20:2  | Stensättning   |              | Ärtemark, Dalsland  |       | 59.020237, 12.152657 | 10183000200002 | Ladda upp en bild av detta fornminne      |
| Ärtemark 20:3  | Stensättning   |              | Ärtemark, Dalsland  |       | 59.020068, 12.152661 | 10183000200003 | Ladda upp en bild av detta fornminne      |
| Ärtemark 21:1  | Hällristning   |              | Ärtemark, Dalsland  |       | 59.007219, 12.147872 | 10183000210001 | Ladda upp en bild av detta fornminne      |
| Ärtemark 21:2  | Hällristning   |              | Ärtemark, Dalsland  |       | 59.007266, 12.147864 | 10183000210002 | Ladda upp en bild av detta fornminne      |
| Ärtemark 23:1  | Stensättning   |              | Ärtemark, Dalsland  |       | 59.023960, 12.149150 | 10183000230001 | Ladda upp en bild av detta fornminne      |
| Ärtemark 25:1  | Fornborg       |              | Ärtemark, Dalsland  |       | 58.990512, 12.189229 | 10183000250001 | Ladda upp en bild av detta fornminne      |
| Ärtemark 33:1  | Stensättning   |              | Ärtemark, Dalsland  |       | 59.020303, 12.208380 | 10183000330001 | Ladda upp en bild av detta fornminne      |
| Ärtemark 37:1  | Röse           |              | Ärtemark, Dalsland  |       | 59.097685, 12.223700 | 10183000370001 | Ladda upp en bild av detta fornminne      |
| Ärtemark 46:1  | Röse           |              | Ärtemark, Dalsland  |       | 59.027526, 12.237209 | 10183000460001 | Ladda upp en till bild av detta fornminne |
| Ärtemark 48:1  | Stensättning   |              | Ärtemark, Dalsland  |       | 59.035399, 12.163675 | 10183000480001 | Ladda upp en bild av detta fornminne      |
| Ärtemark 53:1  | Röse           |              | Ärtemark, Dalsland  |       | 59.049431, 12.193215 | 10183000530001 | Ladda upp en bild av detta fornminne      |
| Ärtemark 54:1  | Röse           |              | Ärtemark, Dalsland  |       | 59.047675, 12.191132 | 10183000540001 | Ladda upp en bild av detta fornminne      |
| Ärtemark 55:1  | Stensättning   |              | Ärtemark, Dalsland  |       | 59.059494, 12.174241 | 10183000550001 | Ladda upp en bild av detta fornminne      |
| Ärtemark 56:1  | Röse           |              | Ärtemark, Dalsland  |       | 59.070542, 12.147036 | 10183000560001 | Ladda upp en bild av detta fornminne      |
| Ärtemark 57:1  | Röse           |              | Ärtemark, Dalsland  |       | 59.070261, 12.139697 | 10183000570001 | Ladda upp en bild av detta fornminne      |
| Ärtemark 61:1  | Stensättning   |              | Ärtemark, Dalsland  |       | 59.085922, 12.173521 | 10183000610001 | Ladda upp en bild av detta fornminne      |
| Ärtemark 61:2  | Hög            |              | Ärtemark, Dalsland  |       | 59.085973, 12.173311 | 10183000610002 | Ladda upp en bild av detta fornminne      |
| Ärtemark 61:3  | Stensättning   |              | Ärtemark, Dalsland  |       | 59.085793, 12.173566 | 10183000610003 | Ladda upp en bild av detta fornminne      |
| Ärtemark 63:1  | Hällristning   |              | Ärtemark, Dalsland  |       | 59.084726, 12.177977 | 10183000630001 | Ladda upp en bild av detta fornminne      |
| Ärtemark 68:1  | Röse           |              | Ärtemark, Dalsland  |       | 58.985575, 12.115238 | 10183000680001 | Ladda upp en bild av detta fornminne      |
| Ärtemark 70:1  | Stensättning   |              | Ärtemark, Dalsland  |       | 59.060066, 12.150891 | 10183000700001 | Ladda upp en bild av detta fornminne      |
| Ärtemark 72:1  | Röse           |              | Ärtemark, Dalsland  |       | 59.055087, 12.153907 | 10183000720001 | Ladda upp en bild av detta fornminne      |
| Ärtemark 73:1  | Stensättning   |              | Ärtemark, Dalsland  |       | 59.110092, 12.164495 | 10183000730001 | Ladda upp en bild av detta fornminne      |
| Ärtemark 74:1  | Röse           |              | Ärtemark, Dalsland  |       | 59.114756, 12.187600 | 10183000740001 | Ladda upp en bild av detta fornminne      |
| Ärtemark 74:2  | Röse           |              | Ärtemark, Dalsland  |       | 59.114995, 12.187379 | 10183000740002 | Ladda upp en bild av detta fornminne      |
| Ärtemark 74:3  | Röse           |              | Ärtemark, Dalsland  |       | 59.115061, 12.187153 | 10183000740003 | Ladda upp en bild av detta fornminne      |
| Ärtemark 75:1  | Stensättning   |              | Ärtemark, Dalsland  |       | 59.089357, 12.165068 | 10183000750001 | Ladda upp en bild av detta fornminne      |
| Ärtemark 76:1  | Stensättning   |              | Ärtemark, Dalsland  |       | 59.085636, 12.172270 | 10183000760001 | Ladda upp en bild av detta fornminne      |
| Ärtemark 77:1  | Hög            |              | Ärtemark, Dalsland  |       | 59.087698, 12.087119 | 10183000770001 | Ladda upp en bild av detta fornminne      |
| Ärtemark 78:1  | Stensättning   |              | Ärtemark, Dalsland  |       | 59.079022, 12.072132 | 10183000780001 | Ladda upp en bild av detta fornminne      |
| Ärtemark 84:1  | Stensättning   |              | Ärtemark, Dalsland  |       | 59.030475, 12.193633 | 10183000840001 | Ladda upp en bild av detta fornminne      |
| Ärtemark 91:1  | Stensättning   |              | Ärtemark, Dalsland  |       | 59.093139, 12.188467 | 10183000910001 | Ladda upp en bild av detta fornminne      |
| Ärtemark 92:1  | Stensättning   |              | Ärtemark, Dalsland  |       | 59.092598, 12.191330 | 10183000920001 | Ladda upp en bild av detta fornminne      |
| Ärtemark 93:1  | Stensättning   |              | Ärtemark, Dalsland  |       | 59.076340, 12.206215 | 10183000930001 | Ladda upp en bild av detta fornminne      |
| Ärtemark 99:1  | Stensättning   |              | Ärtemark, Dalsland  |       | 59.113158, 12.165100 | 10183000990001 | Ladda upp en bild av detta fornminne      |
| Ärtemark 102:1 | Stensättning   |              | Ärtemark, Dalsland  |       | 58.984708, 12.113985 | 10183001020001 | Ladda upp en bild av detta fornminne      |
| Ärtemark 105:1 | Stenkammargrav |              | Ärtemark, Dalsland  |       | 59.072802, 12.189457 | 10183001050001 | Ladda upp en bild av detta fornminne      |
| Ärtemark 106:1 | Hällristning   |              | Ärtemark, Dalsland  |       | 59.032346, 12.168010 | 10183001060001 | Ladda upp en bild av detta fornminne      |
| Ärtemark 110:1 | Hällristning   |              | Ärtemark, Dalsland  |       | 59.027772, 12.192047 | 10183001100001 | Ladda upp en bild av detta fornminne      |
| Ärtemark 114:1 | Stensättning   |              | Ärtemark, Dalsland  |       | 59.018914, 12.198070 | 10183001140001 | Ladda upp en bild av detta fornminne      |
| Ärtemark 114:4 | Stensättning   |              | Ärtemark, Dalsland  |       | 59.019343, 12.196594 | 10183001140004 | Ladda upp en bild av detta fornminne      |
| Ärtemark 115:1 | Stensättning   |              | Ärtemark, Dalsland  |       | 59.019691, 12.195477 | 10183001150001 | Ladda upp en bild av detta fornminne      |
| Ärtemark 116:1 | Stensättning   |              | Ärtemark, Dalsland  |       | 59.032777, 12.196247 | 10183001160001 | Ladda upp en bild av detta fornminne      |
| Ärtemark 118:1 | Röse           |              | Ärtemark, Dalsland  |       | 59.015568, 12.212057 | 10183001180001 | Ladda upp en bild av detta fornminne      |
| Ärtemark 119:1 | Stensättning   |              | Ärtemark, Dalsland  |       | 59.012031, 12.195281 | 10183001190001 | Ladda upp en bild av detta fornminne      |
| Ärtemark 119:2 | Stensättning   |              | Ärtemark, Dalsland  |       | 59.011930, 12.195178 | 10183001190002 | Ladda upp en bild av detta fornminne      |
| Ärtemark 128:1 | Stensättning   |              | Ärtemark, Dalsland  |       | 59.132648, 12.160333 | 10183001280001 | Ladda upp en bild av detta fornminne      |
| Ärtemark 128:2 | Stensättning   |              | Ärtemark, Dalsland  |       | 59.132531, 12.160195 | 10183001280002 | Ladda upp en bild av detta fornminne      |
| Ärtemark 134:1 | Stensättning   |              | Ärtemark, Dalsland  |       | 59.045030, 12.176931 | 10183001340001 | Ladda upp en bild av detta fornminne      |
| Ärtemark 134:2 | Stensättning   |              | Ärtemark, Dalsland  |       | 59.045219, 12.176272 | 10183001340002 | Ladda upp en bild av detta fornminne      |
| Ärtemark 134:3 | Stensättning   |              | Ärtemark, Dalsland  |       | 59.045119, 12.176138 | 10183001340003 | Ladda upp en bild av detta fornminne      |
| Ärtemark 135:1 | Stensättning   |              | Ärtemark, Dalsland  |       | 59.045707, 12.171047 | 10183001350001 | Ladda upp en bild av detta fornminne      |
| Ärtemark 135:2 | Stensättning   |              | Ärtemark, Dalsland  |       | 59.045406, 12.170833 | 10183001350002 | Ladda upp en bild av detta fornminne      |
| Ärtemark 135:3 | Stensättning   |              | Ärtemark, Dalsland  |       | 59.045324, 12.170599 | 10183001350003 | Ladda upp en bild av detta fornminne      |
| Ärtemark 137:1 | Stensättning   |              | Ärtemark, Dalsland  |       | 59.072580, 12.180161 | 10183001370001 | Ladda upp en bild av detta fornminne      |
| Ärtemark 139:1 | Stensättning   |              | Ärtemark, Dalsland  |       | 59.063961, 12.163724 | 10183001390001 | Ladda upp en bild av detta fornminne      |
| Ärtemark 141:1 | Hällristning   |              | Ärtemark, Dalsland  |       | 59.061373, 12.149091 | 10183001410001 | Ladda upp en bild av detta fornminne      |
| Ärtemark 142:1 | Stensättning   |              | Ärtemark, Dalsland  |       | 59.060754, 12.142802 | 10183001420001 | Ladda upp en bild av detta fornminne      |
| Ärtemark 145:1 | Stensättning   |              | Ärtemark, Dalsland  |       | 59.054086, 12.149707 | 10183001450001 | Ladda upp en bild av detta fornminne      |
| Ärtemark 145:2 | Stensättning   |              | Ärtemark, Dalsland  |       | 59.053939, 12.149790 | 10183001450002 | Ladda upp en bild av detta fornminne      |
| Ärtemark 145:3 | Stensättning   |              | Ärtemark, Dalsland  |       | 59.053830, 12.149838 | 10183001450003 | Ladda upp en bild av detta fornminne      |
| Ärtemark 145:4 | Stenkrets      |              | Ärtemark, Dalsland  |       | 59.053715, 12.149830 | 10183001450004 | Ladda upp en bild av detta fornminne      |
| Ärtemark 146:1 | Stensättning   |              | Ärtemark, Dalsland  |       | 59.054248, 12.151273 | 10183001460001 | Ladda upp en bild av detta fornminne      |
| Ärtemark 147:1 | Hällristning   |              | Ärtemark, Dalsland  |       | 59.069002, 12.152974 | 10183001470001 | Ladda upp en bild av detta fornminne      |
| Ärtemark 148:1 | Stensättning   |              | Ärtemark, Dalsland  |       | 59.087021, 12.161137 | 10183001480001 | Ladda upp en bild av detta fornminne      |
| Ärtemark 151:1 | Stensättning   |              | Ärtemark, Dalsland  |       | 59.078771, 12.190218 | 10183001510001 | Ladda upp en bild av detta fornminne      |
| Ärtemark 152:1 | Stensättning   |              | Ärtemark, Dalsland  |       | 59.079560, 12.178895 | 10183001520001 | Ladda upp en bild av detta fornminne      |
| Ärtemark 152:2 | Stensättning   |              | Ärtemark, Dalsland  |       | 59.079330, 12.178959 | 10183001520002 | Ladda upp en bild av detta fornminne      |
| Ärtemark 153:1 | Hällristning   |              | Ärtemark, Dalsland  |       | 59.079854, 12.176575 | 10183001530001 | Ladda upp en bild av detta fornminne      |
| Ärtemark 154:1 | Hällristning   |              | Ärtemark, Dalsland  |       | 59.079606, 12.175464 | 10183001540001 | Ladda upp en bild av detta fornminne      |
| Ärtemark 154:2 | Hällristning   |              | Ärtemark, Dalsland  |       | 59.079595, 12.175570 | 10183001540002 | Ladda upp en bild av detta fornminne      |
| Ärtemark 158:1 | Stensättning   |              | Ärtemark, Dalsland  |       | 59.037698, 12.140151 | 10183001580001 | Ladda upp en bild av detta fornminne      |
| Ärtemark 160:1 | Gravfält       |              | Ärtemark, Dalsland  |       | 59.117196, 12.170785 | 10183001600001 | Ladda upp en bild av detta fornminne      |
| Ärtemark 162:1 | Stensättning   |              | Ärtemark, Dalsland  |       | 59.114859, 12.178171 | 10183001620001 | Ladda upp en bild av detta fornminne      |
| Ärtemark 162:2 | Stensättning   |              | Ärtemark, Dalsland  |       | 59.114783, 12.178086 | 10183001620002 | Ladda upp en bild av detta fornminne      |
| Ärtemark 163:1 | Röse           |              | Ärtemark, Dalsland  |       | 59.116965, 12.178609 | 10183001630001 | Ladda upp en bild av detta fornminne      |
| Ärtemark 163:2 | Stensättning   |              | Ärtemark, Dalsland  |       | 59.116866, 12.178494 | 10183001630002 | Ladda upp en bild av detta fornminne      |
| Ärtemark 164:1 | Stensättning   |              | Ärtemark, Dalsland  |       | 59.113856, 12.179528 | 10183001640001 | Ladda upp en bild av detta fornminne      |
| Ärtemark 167:1 | Stensättning   |              | Ärtemark, Dalsland  |       | 59.109237, 12.179023 | 10183001670001 | Ladda upp en bild av detta fornminne      |
| Ärtemark 173:1 | Hällristning   |              | Ärtemark, Dalsland  |       | 59.005031, 12.175378 | 10183001730001 | Ladda upp en bild av detta fornminne      |
| Ärtemark 175:1 | Stensättning   |              | Ärtemark, Dalsland  |       | 59.096684, 12.222588 | 10183001750001 | Ladda upp en bild av detta fornminne      |
| Ärtemark 176:1 | Gravfält       |              | Ärtemark, Dalsland  |       | 59.091683, 12.225131 | 10183001760001 | Ladda upp en bild av detta fornminne      |
| Ärtemark 183:1 | Stensättning   |              | Ärtemark, Dalsland  |       | 59.023017, 12.163213 | 10183001830001 | Ladda upp en bild av detta fornminne      |
| Ärtemark 188:1 | Hällristning   |              | Ärtemark, Dalsland  |       | 59.000404, 12.128995 | 10183001880001 | Ladda upp en bild av detta fornminne      |
| Ärtemark 189:1 | Hällristning   |              | Ärtemark, Dalsland  |       | 59.001734, 12.128064 | 10183001890001 | Ladda upp en bild av detta fornminne      |
| Ärtemark 194:1 | Stensättning   |              | Ärtemark, Dalsland  |       | 59.125728, 12.116487 | 10183001940001 | Ladda upp en bild av detta fornminne      |
| Ärtemark 195:1 | Hällristning   |              | Ärtemark, Dalsland  |       | 59.106676, 12.150153 | 10183001950001 | Ladda upp en bild av detta fornminne      |
| Ärtemark 196:1 | Stensättning   |              | Ärtemark, Dalsland  |       | 59.105373, 12.168888 | 10183001960001 | Ladda upp en bild av detta fornminne      |
| Ärtemark 196:2 | Stensättning   |              | Ärtemark, Dalsland  |       | 59.105259, 12.168991 | 10183001960002 | Ladda upp en bild av detta fornminne      |
| Ärtemark 196:3 | Stensättning   |              | Ärtemark, Dalsland  |       | 59.105204, 12.168777 | 10183001960003 | Ladda upp en bild av detta fornminne      |
| Ärtemark 201:1 | Röse           |              | Ärtemark, Dalsland  |       | 59.099793, 12.224377 | 10183002010001 | Ladda upp en bild av detta fornminne      |

## Ödskölt
| Namn                         | Lämningstyp                 | Tillkomsttid | Historisk indelning | Plats | Läge                 | ID-nr          | Bild                                      |
| ---------------------------- | --------------------------- | ------------ | ------------------- | ----- | -------------------- | -------------- | ----------------------------------------- |
| Ödskölt 1:1                  | Gravfält                    |              | Ödskölt, Dalsland   |       | 58.875868, 12.221453 | 10183400010001 | Ladda upp en bild av detta fornminne      |
| Ödskölt 2:1                  | Hög                         |              | Ödskölt, Dalsland   |       | 58.894148, 12.214738 | 10183400020001 | Ladda upp en bild av detta fornminne      |
| Svesserekullen (Ödskölt 3:1) | Stensättning                |              | Ödskölt, Dalsland   |       | 58.891485, 12.209483 | 10183400030001 | Ladda upp en bild av detta fornminne      |
| Svesserekullen (Ödskölt 3:2) | Stensättning                |              | Ödskölt, Dalsland   |       | 58.891126, 12.209271 | 10183400030002 | Ladda upp en bild av detta fornminne      |
| Svesserekullen (Ödskölt 3:3) | Stensättning                |              | Ödskölt, Dalsland   |       | 58.891716, 12.208697 | 10183400030003 | Ladda upp en bild av detta fornminne      |
| Ödskölt 4:2                  | Stensättning                |              | Ödskölt, Dalsland   |       | 58.884327, 12.202329 | 10183400040002 | Ladda upp en bild av detta fornminne      |
| Ödskölt 5:1                  | Hög                         |              | Ödskölt, Dalsland   |       | 58.870573, 12.220560 | 10183400050001 | Ladda upp en bild av detta fornminne      |
| Ödskölt 7:1                  | Stenkrets                   |              | Ödskölt, Dalsland   |       | 58.887787, 12.142599 | 10183400070001 | Ladda upp en bild av detta fornminne      |
| Ödskölt 7:2                  | Stensättning                |              | Ödskölt, Dalsland   |       | 58.887688, 12.142637 | 10183400070002 | Ladda upp en bild av detta fornminne      |
| Ödskölt 8:1                  | Stenkrets                   |              | Ödskölt, Dalsland   |       | 58.884393, 12.146414 | 10183400080001 | Ladda upp en bild av detta fornminne      |
| Ödskölt 9:1                  | Hög                         |              | Ödskölt, Dalsland   |       | 58.891128, 12.126148 | 10183400090001 | Ladda upp en bild av detta fornminne      |
| Ödskölt 9:2                  | Stensättning                |              | Ödskölt, Dalsland   |       | 58.890942, 12.126245 | 10183400090002 | Ladda upp en bild av detta fornminne      |
| Ödskölt 10:1                 | Hög                         |              | Ödskölt, Dalsland   |       | 58.892359, 12.130338 | 10183400100001 | Ladda upp en bild av detta fornminne      |
| Ödskölt 10:2                 | Stensättning                |              | Ödskölt, Dalsland   |       | 58.892219, 12.130210 | 10183400100002 | Ladda upp en bild av detta fornminne      |
| Ödskölt 13:1                 | Gravfält                    |              | Ödskölt, Dalsland   |       | 58.888505, 12.126310 | 10183400130001 | Ladda upp en bild av detta fornminne      |
| Ödskölt 14:1                 | Röse                        |              | Ödskölt, Dalsland   |       | 58.889919, 12.130559 | 10183400140001 | Ladda upp en till bild av detta fornminne |
| Ödskölt 15:1                 | Stensättning                |              | Ödskölt, Dalsland   |       | 58.888646, 12.132004 | 10183400150001 | Ladda upp en bild av detta fornminne      |
| Ödskölt 15:2                 | Stensättning                |              | Ödskölt, Dalsland   |       | 58.888540, 12.131935 | 10183400150002 | Ladda upp en bild av detta fornminne      |
| Ödskölt 15:3                 | Stensättning                |              | Ödskölt, Dalsland   |       | 58.888430, 12.131865 | 10183400150003 | Ladda upp en bild av detta fornminne      |
| Ödskölt 15:4                 | Hög                         |              | Ödskölt, Dalsland   |       | 58.888477, 12.131656 | 10183400150004 | Ladda upp en bild av detta fornminne      |
| Ödskölt 16:1                 | Stensättning                |              | Ödskölt, Dalsland   |       | 58.887964, 12.130803 | 10183400160001 | Ladda upp en bild av detta fornminne      |
| Ödskölt 17:1                 | Stensättning                |              | Ödskölt, Dalsland   |       | 58.887963, 12.129304 | 10183400170001 | Ladda upp en bild av detta fornminne      |
| Ödskölt 17:2                 | Stensättning                |              | Ödskölt, Dalsland   |       | 58.888079, 12.128675 | 10183400170002 | Ladda upp en bild av detta fornminne      |
| Ödskölt 18:1                 | Stensättning                |              | Ödskölt, Dalsland   |       | 58.890962, 12.128849 | 10183400180001 | Ladda upp en bild av detta fornminne      |
| Ödskölt 18:2                 | Stensättning                |              | Ödskölt, Dalsland   |       | 58.891156, 12.128937 | 10183400180002 | Ladda upp en bild av detta fornminne      |
| Ödskölt 19:1                 | Stensättning                |              | Ödskölt, Dalsland   |       | 58.891352, 12.106319 | 10183400190001 | Ladda upp en bild av detta fornminne      |
| Ödskölt 19:2                 | Stensättning                |              | Ödskölt, Dalsland   |       | 58.891227, 12.106539 | 10183400190002 | Ladda upp en bild av detta fornminne      |
| Ödskölt 19:3                 | Stensättning                |              | Ödskölt, Dalsland   |       | 58.891225, 12.106258 | 10183400190003 | Ladda upp en bild av detta fornminne      |
| Ödskölt 20:1                 | Stensättning                |              | Ödskölt, Dalsland   |       | 58.892758, 12.161300 | 10183400200001 | Ladda upp en bild av detta fornminne      |
| Ödskölt 21:1                 | Hög                         |              | Ödskölt, Dalsland   |       | 58.888899, 12.161617 | 10183400210001 | Ladda upp en bild av detta fornminne      |
| Ödskölt 21:2                 | Stensättning                |              | Ödskölt, Dalsland   |       | 58.888723, 12.161520 | 10183400210002 | Ladda upp en bild av detta fornminne      |
| Ödskölt 21:3                 | Hög                         |              | Ödskölt, Dalsland   |       | 58.888769, 12.162026 | 10183400210003 | Ladda upp en bild av detta fornminne      |
| Ödskölt 22:1                 | Stensättning                |              | Ödskölt, Dalsland   |       | 58.888180, 12.162692 | 10183400220001 | Ladda upp en bild av detta fornminne      |
| Slottskullen (Ödskölt 23:1)  | Fornborg                    |              | Ödskölt, Dalsland   |       | 58.893247, 12.170538 | 10183400230001 | Ladda upp en till bild av detta fornminne |
| Ödskölt 24:1                 | Stensättning                |              | Ödskölt, Dalsland   |       | 58.894799, 12.157179 | 10183400240001 | Ladda upp en bild av detta fornminne      |
| Ödskölt 25:1                 | Stensättning                |              | Ödskölt, Dalsland   |       | 58.894583, 12.161986 | 10183400250001 | Ladda upp en bild av detta fornminne      |
| Ödskölt 26:1                 | Stensättning                |              | Ödskölt, Dalsland   |       | 58.879366, 12.161753 | 10183400260001 | Ladda upp en bild av detta fornminne      |
| Ödskölt 27:1                 | Stensättning                |              | Ödskölt, Dalsland   |       | 58.879951, 12.171716 | 10183400270001 | Ladda upp en bild av detta fornminne      |
| Ödskölt 28:1                 | Stensättning                |              | Ödskölt, Dalsland   |       | 58.875175, 12.162370 | 10183400280001 | Ladda upp en bild av detta fornminne      |
| Ödskölt 30:1                 | Gravfält                    |              | Ödskölt, Dalsland   |       | 58.802253, 12.139479 | 10183400300001 | Ladda upp en bild av detta fornminne      |
| Ödskölt 31:1                 | Hög                         |              | Ödskölt, Dalsland   |       | 58.813378, 12.132463 | 10183400310001 | Ladda upp en bild av detta fornminne      |
| Ödskölt 31:2                 | Stensättning                |              | Ödskölt, Dalsland   |       | 58.813292, 12.132821 | 10183400310002 | Ladda upp en bild av detta fornminne      |
| Ödskölt 31:3                 | Hög                         |              | Ödskölt, Dalsland   |       | 58.813141, 12.132406 | 10183400310003 | Ladda upp en bild av detta fornminne      |
| Ödskölt 32:1                 | Gravfält                    |              | Ödskölt, Dalsland   |       | 58.812178, 12.131673 | 10183400320001 | Ladda upp en bild av detta fornminne      |
| Ödskölt 33:1                 | Stensättning                |              | Ödskölt, Dalsland   |       | 58.797742, 12.107201 | 10183400330001 | Ladda upp en bild av detta fornminne      |
| Ödskölt 33:2                 | Stensättning                |              | Ödskölt, Dalsland   |       | 58.797645, 12.107276 | 10183400330002 | Ladda upp en bild av detta fornminne      |
| Ödskölt 34:1                 | Hög                         |              | Ödskölt, Dalsland   |       | 58.838829, 12.156037 | 10183400340001 | Ladda upp en bild av detta fornminne      |
| Ödskölt 35:1                 | Hög                         |              | Ödskölt, Dalsland   |       | 58.836532, 12.151658 | 10183400350001 | Ladda upp en bild av detta fornminne      |
| Ödskölt 36:1                 | Röse                        |              | Ödskölt, Dalsland   |       | 58.835590, 12.152070 | 10183400360001 | Ladda upp en bild av detta fornminne      |
| Ödskölt 37:1                 | Röse                        |              | Ödskölt, Dalsland   |       | 58.834751, 12.151391 | 10183400370001 | Ladda upp en bild av detta fornminne      |
| Ödskölt 38:1                 | Hög                         |              | Ödskölt, Dalsland   |       | 58.844545, 12.174190 | 10183400380001 | Ladda upp en bild av detta fornminne      |
| Ödskölt 39:1                 | Röse                        |              | Ödskölt, Dalsland   |       | 58.851605, 12.177601 | 10183400390001 | Ladda upp en bild av detta fornminne      |
| Ödskölt 39:2                 | Hög                         |              | Ödskölt, Dalsland   |       | 58.851413, 12.176970 | 10183400390002 | Ladda upp en bild av detta fornminne      |
| Ödskölt 39:3                 | Stensättning                |              | Ödskölt, Dalsland   |       | 58.851594, 12.176371 | 10183400390003 | Ladda upp en bild av detta fornminne      |
| Ödskölt 40:1                 | Hög                         |              | Ödskölt, Dalsland   |       | 58.859890, 12.194203 | 10183400400001 | Ladda upp en bild av detta fornminne      |
| Ödskölt 40:2                 | Hög                         |              | Ödskölt, Dalsland   |       | 58.859794, 12.194061 | 10183400400002 | Ladda upp en bild av detta fornminne      |
| Ödskölt 40:3                 | Stensättning                |              | Ödskölt, Dalsland   |       | 58.860060, 12.194496 | 10183400400003 | Ladda upp en bild av detta fornminne      |
| Ödskölt 41:1                 | Hög                         |              | Ödskölt, Dalsland   |       | 58.845608, 12.138338 | 10183400410001 | Ladda upp en bild av detta fornminne      |
| Ödskölt 43:1                 | Stensättning                |              | Ödskölt, Dalsland   |       | 58.845966, 12.141553 | 10183400430001 | Ladda upp en bild av detta fornminne      |
| Ödskölt 44:1                 | Grav markerad av sten/block |              | Ödskölt, Dalsland   |       | 58.794454, 12.088285 | 10183400440001 | Ladda upp en bild av detta fornminne      |
| Ödskölt 45:1                 | Gravfält                    |              | Ödskölt, Dalsland   |       | 58.795573, 12.088759 | 10183400450001 | Ladda upp en bild av detta fornminne      |
| Ödskölt 46:1                 | Gravfält                    |              | Ödskölt, Dalsland   |       | 58.790417, 12.099324 | 10183400460001 | Ladda upp en bild av detta fornminne      |
| Ödskölt 48:1                 | Hög                         |              | Ödskölt, Dalsland   |       | 58.838109, 12.151816 | 10183400480001 | Ladda upp en bild av detta fornminne      |
| Ödskölt 48:2                 | Stensättning                |              | Ödskölt, Dalsland   |       | 58.838185, 12.152248 | 10183400480002 | Ladda upp en bild av detta fornminne      |
| Ödskölt 48:3                 | Stensättning                |              | Ödskölt, Dalsland   |       | 58.837907, 12.151627 | 10183400480003 | Ladda upp en bild av detta fornminne      |
| Ödskölt 49:1                 | Stensättning                |              | Ödskölt, Dalsland   |       | 58.849705, 12.156959 | 10183400490001 | Ladda upp en bild av detta fornminne      |
| Ödskölt 50:1                 | Fornborg                    |              | Ödskölt, Dalsland   |       | 58.810626, 12.066913 | 10183400500001 | Ladda upp en bild av detta fornminne      |
| Ödskölt 51:1                 | Hög                         |              | Ödskölt, Dalsland   |       | 58.808838, 12.038441 | 10183400510001 | Ladda upp en bild av detta fornminne      |
| Ödskölt 51:2                 | Hög                         |              | Ödskölt, Dalsland   |       | 58.808992, 12.039393 | 10183400510002 | Ladda upp en bild av detta fornminne      |
| Ödskölt 51:3                 | Hög                         |              | Ödskölt, Dalsland   |       | 58.808970, 12.038535 | 10183400510003 | Ladda upp en bild av detta fornminne      |
| Tjuvhuset (Ödskölt 53:1)     | Stenkammargrav              |              | Ödskölt, Dalsland   |       | 58.786232, 12.031266 | 10183400530001 | Ladda upp en bild av detta fornminne      |
| Ödskölt 59:1                 | Stensättning                |              | Ödskölt, Dalsland   |       | 58.851957, 12.171672 | 10183400590001 | Ladda upp en bild av detta fornminne      |
| Ödskölt 60:1                 | Hög                         |              | Ödskölt, Dalsland   |       | 58.859078, 12.193671 | 10183400600001 | Ladda upp en bild av detta fornminne      |
| Ödskölt 63:1                 | Hög                         |              | Ödskölt, Dalsland   |       | 58.845090, 12.152063 | 10183400630001 | Ladda upp en bild av detta fornminne      |
| Ödskölt 63:2                 | Stensättning                |              | Ödskölt, Dalsland   |       | 58.845211, 12.151587 | 10183400630002 | Ladda upp en bild av detta fornminne      |
| Ödskölt 71:1                 | Fångstgrop                  |              | Ödskölt, Dalsland   |       | 58.87848, 12.10704   | 10183400710001 | Ladda upp en till bild av detta fornminne |
| Ödskölt 73:1                 | Röse                        |              | Ödskölt, Dalsland   |       | 58.887695, 12.133102 | 10183400730001 | Ladda upp en bild av detta fornminne      |
| Ödskölt 87:1                 | Stensättning                |              | Ödskölt, Dalsland   |       | 58.896523, 12.168565 | 10183400870001 | Ladda upp en bild av detta fornminne      |
| Ödskölt 87:2                 | Stensättning                |              | Ödskölt, Dalsland   |       | 58.896424, 12.168696 | 10183400870002 | Ladda upp en bild av detta fornminne      |
| Ödskölt 88:1                 | Stensättning                |              | Ödskölt, Dalsland   |       | 58.895568, 12.170547 | 10183400880001 | Ladda upp en bild av detta fornminne      |